# Палс
Палс (кат. Pals, вимова літературною каталанською [pałs]) — муніципалітет, розташований в Автономній області Каталонія, в Іспанії. Код муніципалітету за номенклатурою Інституту статистики Каталонії — 171241. Знаходиться у районі (кумарці) Баш-Ампурда (коди району — 10 та BM) провінції Жирона, згідно з новою адміністративною реформою перебуватиме у складі Баґарії (округи) Жирона.

## Назва муніципалітету
Назва муніципалітету походить від лат. palus - "лагуна, затока".

## Населення
Населення міста (у 2007 р.) становить 2.540 осіб (з них менше 14 років - 11,5%, від 15 до 64 - 66%, понад 65 років - 22,6%). У 2006 р. народжуваність склала 24 особи, смертність - 24 особи, зареєстровано 25 шлюбів. У 2001 р. активне населення становило 939 осіб, з них безробітних - 71 особа.

Серед осіб, які проживали на території міста у 2001 р., 1.528 народилися в Каталонії (з них 1.077 осіб у тому самому районі, або кумарці), 246 осіб приїхало з інших областей Іспанії, а 272 особи приїхали з-за кордону. 

Вищу освіту має 10,7% усього населення. 

У 2001 р. нараховувалося 821 домогосподарство (з них 30,2% складалися з однієї особи, 29,4% з двох осіб,18,1% з 3 осіб, 11,8% з 4 осіб, 6,2% з 5 осіб, 2,9% з 6 осіб, 1% з 7 осіб, 0,2% з 8 осіб і 0,1% з 9 і більше осіб).

Активне населення міста у 2001 р. працювало у таких сферах діяльності : у сільському господарстві - 7,4%, у промисловості - 12%, на будівництві - 16,5% і у сфері обслуговування - 64,2%. 

 У муніципалітеті або у власному районі (кумарці) працює 948 осіб, поза районом - 421 особа.

### Безробіття
У 2007 р. нараховувалося 45 безробітних (у 2006 р. - 71 безробітний), з них чоловіки становили 46,7%, а жінки - 53,3%.

## Економіка

### Підприємства міста

#### Промислові підприємства
| \| Промислові підприємства міста, за сферою діяльності \| Промислові підприємства міста, за сферою діяльності \| Промислові підприємства міста, за сферою діяльності \| \| Рік \| 2002 р. \| 2001 р. \| \| --------------------------------------------------- \| --------------------------------------------------- \| --------------------------------------------------- \| \| Енергетичні та водні ресурси \| 9,1% \| 10% \| \| Хімія та метали \| 18,2% \| 10% \| \| Переробка металів \| 36,4% \| 20% \| \| Продукти харчування \| 9,1% \| 20% \| \| Текстиль \| 9,1% \| 10% \| \| Виробництво меблів, видання \| 18,2% \| 30% \| \| Інше \| 0% \| 0% \| \| Усього підприємств \| 11 \| 10 \| |         |         |
| Промислові підприємства міста, за сферою діяльності |         |         |
| Рік | 2002 р. | 2001 р. |
| Енергетичні та водні ресурси | 9,1%    | 10%     |
| Хімія та метали | 18,2%   | 10%     |
| Переробка металів | 36,4%   | 20%     |
| Продукти харчування | 9,1%    | 20%     |
| Текстиль | 9,1%    | 10%     |
| Виробництво меблів, видання | 18,2%   | 30%     |
| Інше | 0%      | 0%      |
| Усього підприємств | 11      | 10      |

#### Роздрібна торгівля
| \| Підприємства роздрібної торгівлі міста, за сферою діяльності \| Підприємства роздрібної торгівлі міста, за сферою діяльності \| Підприємства роздрібної торгівлі міста, за сферою діяльності \| \| Рік \| 2002 р. \| 2001 р. \| \| ------------------------------------------------------------ \| ------------------------------------------------------------ \| ------------------------------------------------------------ \| \| Продукти харчування \| 44% \| 44,2% \| \| Одяг та взуття \| 6% \| 5,8% \| \| Товари для дому \| 8% \| 9,6% \| \| Книги та періодичні видання \| 10% \| 9,6% \| \| Промислова хімічна продукція \| 6% \| 5,8% \| \| Продукція, пов'язана з транспортними засобами \| 6% \| 3,8% \| \| Інше \| 20% \| 21,2% \| \| Усього підприємств \| 50 \| 52 \| |         |         |
| Підприємства роздрібної торгівлі міста, за сферою діяльності |         |         |
| Рік | 2002 р. | 2001 р. |
| Продукти харчування | 44%     | 44,2%   |
| Одяг та взуття | 6%      | 5,8%    |
| Товари для дому | 8%      | 9,6%    |
| Книги та періодичні видання | 10%     | 9,6%    |
| Промислова хімічна продукція | 6%      | 5,8%    |
| Продукція, пов'язана з транспортними засобами | 6%      | 3,8%    |
| Інше | 20%     | 21,2%   |
| Усього підприємств | 50      | 52      |

#### Сфера послуг
| \| Підприємства міста, що працюють у сфері послуг, за діяльністю \| Підприємства міста, що працюють у сфері послуг, за діяльністю \| Підприємства міста, що працюють у сфері послуг, за діяльністю \| \| Рік \| 2002 р. \| 2001 р. \| \| ------------------------------------------------------------- \| ------------------------------------------------------------- \| ------------------------------------------------------------- \| \| Гуртова торгівля \| 3,1% \| 2,3% \| \| Готелі та готельний бізнес \| 36,6% \| 35,7% \| \| Транспорт та зв'язок \| 3,1% \| 3,1% \| \| Посередницькі фінансові послуги \| 5,3% \| 6,2% \| \| Послуги підприємствам \| 3,1% \| 3,9% \| \| Послуги фізичним особам \| 25,2% \| 24,8% \| \| Нерухомість та ін. \| 23,7% \| 24% \| \| Усього підприємств \| 131 \| 129 \| |         |         |
| Підприємства міста, що працюють у сфері послуг, за діяльністю |         |         |
| Рік | 2002 р. | 2001 р. |
| Гуртова торгівля | 3,1%    | 2,3%    |
| Готелі та готельний бізнес | 36,6%   | 35,7%   |
| Транспорт та зв'язок | 3,1%    | 3,1%    |
| Посередницькі фінансові послуги | 5,3%    | 6,2%    |
| Послуги підприємствам | 3,1%    | 3,9%    |
| Послуги фізичним особам | 25,2%   | 24,8%   |
| Нерухомість та ін. | 23,7%   | 24%     |
| Усього підприємств | 131     | 129     |

## Житловий фонд
У 2001 р. 4,6% усіх родин (домогосподарств) мали житло метражем до 59 м2, 20,8% - від 60 до 89 м2, 39,3% - від 90 до 119 м2 і
35,2% - понад 120 м2.

З усіх будівель у 2001 р. 42% було одноповерховими, 54,7% - двоповерховими, 2,5
% - триповерховими, 0,6% - чотириповерховими, 0,1% - п'ятиповерховими, 0% - шестиповерховими,
0,1% - семиповерховими, 0% - з вісьмома та більше поверхами.

## Автопарк
| \| Автомобілі, зареєстровані у місті, за призначенням \| Автомобілі, зареєстровані у місті, за призначенням \| Автомобілі, зареєстровані у місті, за призначенням \| \| Рік \| 2006 р. \| 2005 р. \| \| -------------------------------------------------- \| -------------------------------------------------- \| -------------------------------------------------- \| \| Приватні автомобілі \| 60,4% \| 60,1% \| \| Мотоцикли \| 10,4% \| 9,6% \| \| Вантажівки \| 23,2% \| 23,4% \| \| Трактори \| 0,8% \| 1,1% \| \| Автобуси та ін. \| 5,2% \| 5,9% \| \| Усього автомобілів \| 2.561 шт. \| 2.453 шт. \| |           |           |
| Автомобілі, зареєстровані у місті, за призначенням |           |           |
| Рік | 2006 р.   | 2005 р.   |
| Приватні автомобілі | 60,4%     | 60,1%     |
| Мотоцикли | 10,4%     | 9,6%      |
| Вантажівки | 23,2%     | 23,4%     |
| Трактори | 0,8%      | 1,1%      |
| Автобуси та ін. | 5,2%      | 5,9%      |
| Усього автомобілів | 2.561 шт. | 2.453 шт. |

## Вживання каталанської мови
У 2001 р. каталанську мову у місті розуміли 93,6% усього населення (у 1996 р. - 96,2%), вміли говорити нею 82,7% (у 1996 р. - 
88,9%), вміли читати 81,5% (у 1996 р. - 87,2%), вміли писати 58,4
% (у 1996 р. - 59,7%). Не розуміли каталанської мови 6,4%.

## Політичні уподобання
У виборах до Парламенту Каталонії у 2006 р. взяло участь 955 осіб (у 2003 р. - 1.122 особи). Голоси за політичні сили розподілилися таким чином:
| \| Вибори до Парламенту Каталонії \| Вибори до Парламенту Каталонії \| Вибори до Парламенту Каталонії \| \| Рік \| 2006 р. \| 2003 р. \| \| -------------------------------------- \| ------------------------------ \| ------------------------------ \| \| Конвергенція та Єднання (CiU) \| 44,2% \| 44,7% \| \| Соціалістична партія Каталонії (PSC) \| 19,8% \| 21,4% \| \| Народна партія (PP) \| 5,3% \| 6,2% \| \| Ініціатива за Каталонію — Зелені (ICV) \| 6,1% \| 4% \| \| Республіканська лівиця Каталонії (ERC) \| 22,5% \| 23,1% \| \| Громадяни — Громадянська партія (C's) \| 0,3% \| 0% \| \| Інші \| 1,8% \| 0,6% \| |         |         |
| Вибори до Парламенту Каталонії |         |         |
| Рік | 2006 р. | 2003 р. |
| Конвергенція та Єднання (CiU) | 44,2%   | 44,7%   |
| Соціалістична партія Каталонії (PSC) | 19,8%   | 21,4%   |
| Народна партія (PP) | 5,3%    | 6,2%    |
| Ініціатива за Каталонію — Зелені (ICV) | 6,1%    | 4%      |
| Республіканська лівиця Каталонії (ERC) | 22,5%   | 23,1%   |
| Громадяни — Громадянська партія (C's) | 0,3%    | 0%      |
| Інші | 1,8%    | 0,6%    |

У муніципальних виборах у 2007 р. взяло участь 1.268 осіб (у 2003 р. - 1.346 осіб). Голоси за політичні сили розподілилися таким чином:
| \| Муніципальні вибори \| Муніципальні вибори \| Муніципальні вибори \| \| Рік \| 2007 р. \| 2003 р. \| \| -------------------------------------- \| ------------------- \| ------------------- \| \| Конвергенція та Єднання (CiU) \| 30,4% \| 44,9% \| \| Соціалістична партія Каталонії (PSC) \| 26,8% \| 53,4% \| \| Народна партія (PP) \| 1,7% \| 1,6% \| \| Ініціатива за Каталонію — Зелені (ICV) \| 0% \| 0% \| \| Республіканська лівиця Каталонії (ERC) \| 20,6% \| 0% \| \| Громадяни — Громадянська партія (C's) \| 0% \| 0% \| \| Інші \| 20,6% \| 0% \| |         |         |
| Муніципальні вибори |         |         |
| Рік | 2007 р. | 2003 р. |
| Конвергенція та Єднання (CiU) | 30,4%   | 44,9%   |
| Соціалістична партія Каталонії (PSC) | 26,8%   | 53,4%   |
| Народна партія (PP) | 1,7%    | 1,6%    |
| Ініціатива за Каталонію — Зелені (ICV) | 0%      | 0%      |
| Республіканська лівиця Каталонії (ERC) | 20,6%   | 0%      |
| Громадяни — Громадянська партія (C's) | 0%      | 0%      |
| Інші | 20,6%   | 0%      |